# 古南街道 (重庆市)
古南街道，是中华人民共和国重庆市綦江区下辖的一个乡镇级行政单位。于2007年12月1日挂牌设立，地处綦江城区中心地带，也是区政府驻地，位于綦河西部，全区政治、经济、文化、商贸中心。

## 地区教育
截至目前，古南街道共有中学三所，小学两所，职业高中一所。
职校：重庆市古南职高
中学：重庆市綦江中学、重庆市綦江实验中学、重庆市古南中学
小学：陵园小学、中山路小学

## 行政区划
古南街道下辖以下地区：
新山村社区、遇仙桥社区、百步梯社区、文昌宫社区、沱湾社区、双桥社区、北渡社区、长乐社区、春光村、尖山村、金桥村、飞鹅村、名山村、农场村、连城村、宗德村、花坝村、清水村、南山村、蟠龙村、白鹤村和两路村。